# Собор Святой Цецилии (Альби)
Собор Святой Сесилии в Альби (фр. Basilique Cathédrale Sainte-Cécile d'Albi) — кафедральный собор в городе Альби, Франция, центр Римско-католической архиепархии Альби. Был построен как крепость после ликвидации последствий Альбигойского крестового похода. Строительство началось в 1287 году и затянулось на 200 лет. На сегодня это, возможно, крупнейшее кирпичное здание в мире.
В 2010 году собор был включен в список Всемирного наследия ЮНЕСКО.

## История

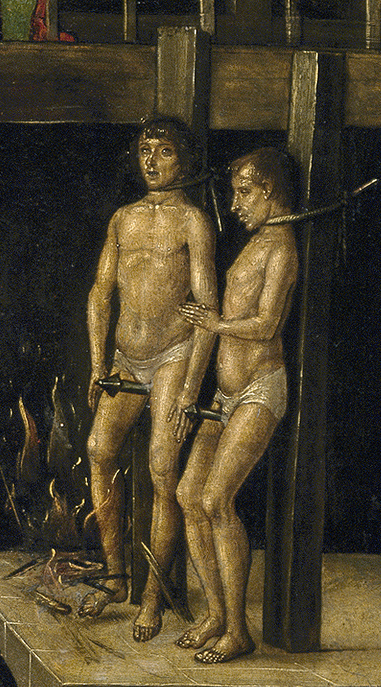
Катары на костре на аутодафе под председательством святого Доминика, масло на панели, худ. Педро Берругете

Современному собору предшествовали другие постройки. Первый собор периода IV века был в 666 году уничтожен пожаром. Второй собор упоминается в хрониках в 920 году под именем Собора святой Цецилии, покровительницы музыкантов. Он был перестроен в XIII веке в романском стиле, в камне.
Собор в стиле кирпичной готики был построен из кирпича между 1287 до 1480 годами на волне разгрома секты катаров, возникшей в Окситании около 1165 года. Папа Иннокентий III инициировал жестокий крестовый поход (1209—1229), чтобы разгромить секты на юге Франции, не щадя никого. В период после окончания кровопролития доминирование собора над окрестностями и его укрепленный, крепостной облик были призваны продемонстрировать власть и полномочия Римской католической церкви. Вдохновителем строительства собора был Бернард де Кастане, римско-католический епископ Альби и инквизитор Лангедока. Работа над нефом была завершена около 1330 года.

## Особенности
Собор построен в южно-французском готическом стиле. Из-за отсутствия в окрестностях пригодного для строительства камня, собор был построен почти полностью из кирпича. Архитектурный ансамбль собора включает в себя колокольню (построена в 1492 году) 78 метров в высоту и врата Доминика Флорентийского (построены около 1392 года). Главный неф собора пролётом 60 футов (18 м) — самый широкий во Франции, боковых нефов нет, вдоль главного сразу расположены маленькие капеллы между внутренними кирпичными контрфорсами, что делает собор похожим на зальный храм. По сравнению с более привычной готикой, контрфорсы почти полностью «утоплены» в стену и не выступают на фасад. Основной вход находится на южной стороне и имеет сложное крыльцо с укреплённой лестницей (в отличие от обычной для Франции практики делать вход с запада).
В боковых капеллах в XV веке построены галереи, что несколько уменьшило их значение.
Сложный интерьер разительно отличается от аскетичного экстерьера собора. Центральный хор, зарезервированный для членов религиозного ордена, окружен лекторием с каменными барельефами и группой полихромных статуй. Ниже органа первоначально располагалась фреска «Страшный суд», приписываемая неизвестным фламандским мастерам. Она занимает почти 200 м², её центральная часть на определённом этапе была утрачена. Фрески на огромных сводах составляют крупнейший и старейший ансамбль итальянской живописи эпохи Возрождения во Франции.
Соборный орган работы Кристофа Мушереля датируется XVIII веком.

## Галерея

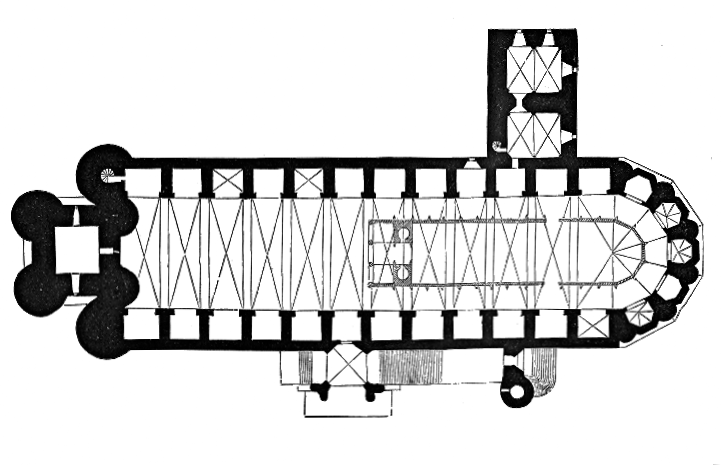
План собора

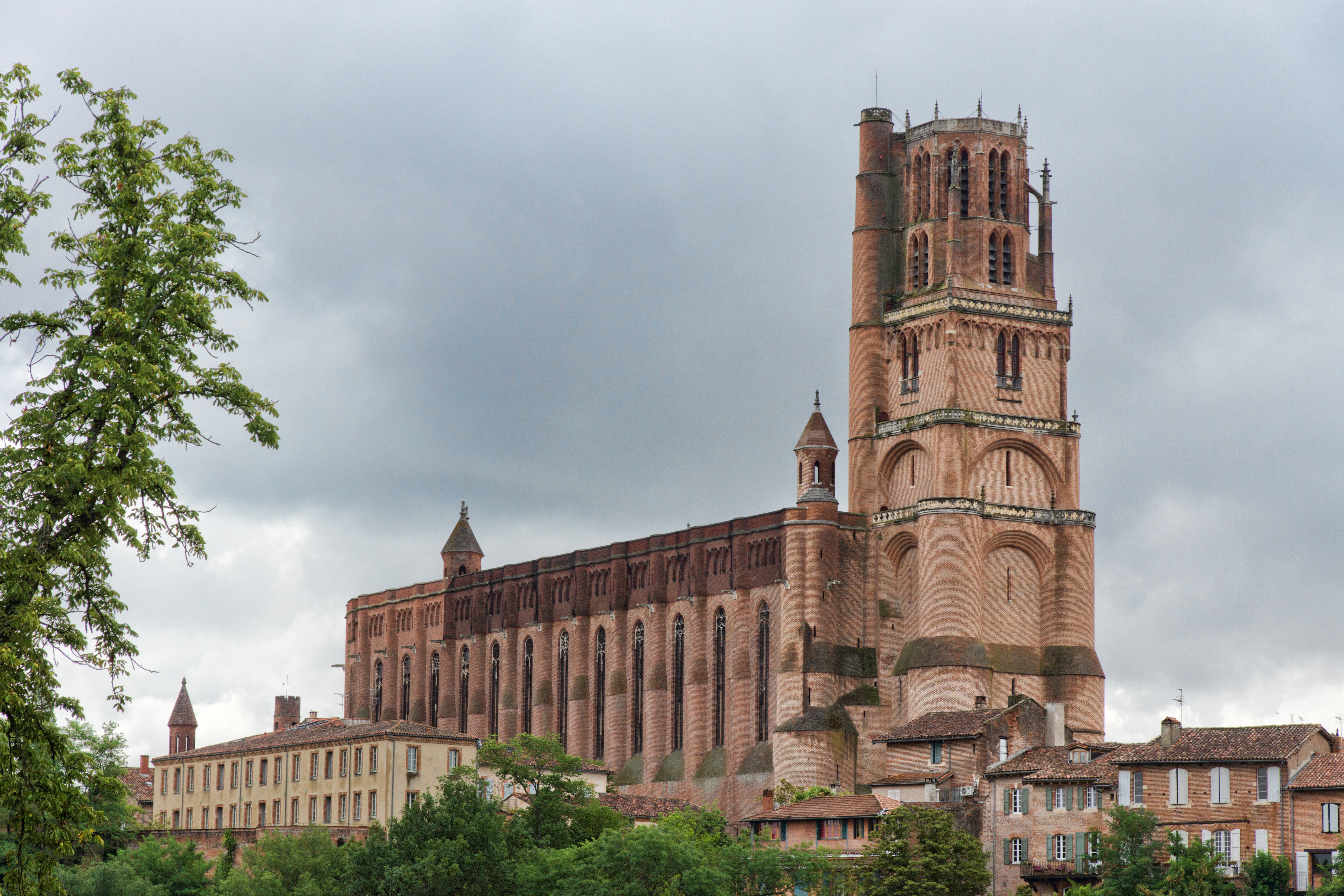
Общий вид собора
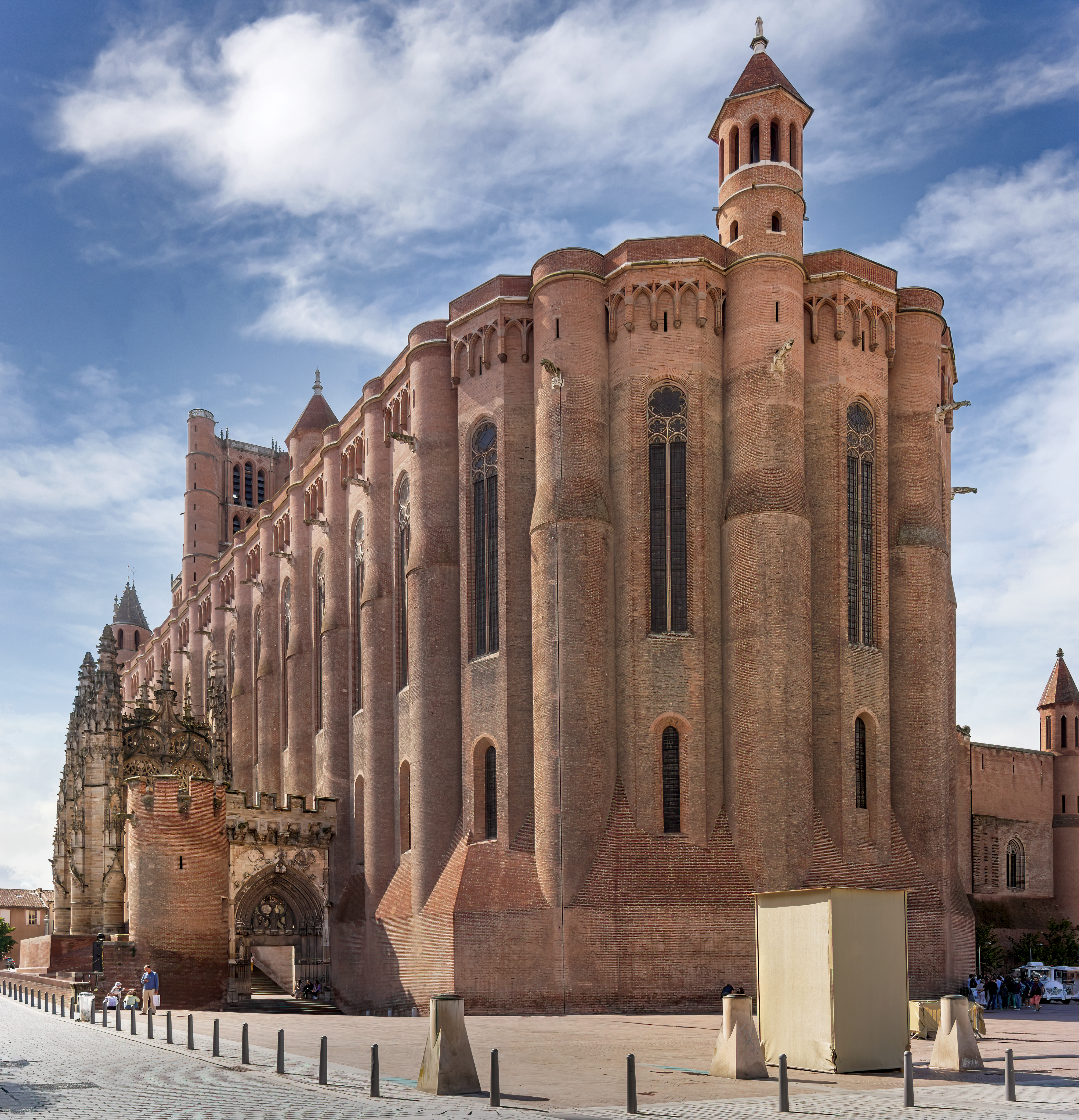
Западная часть храма
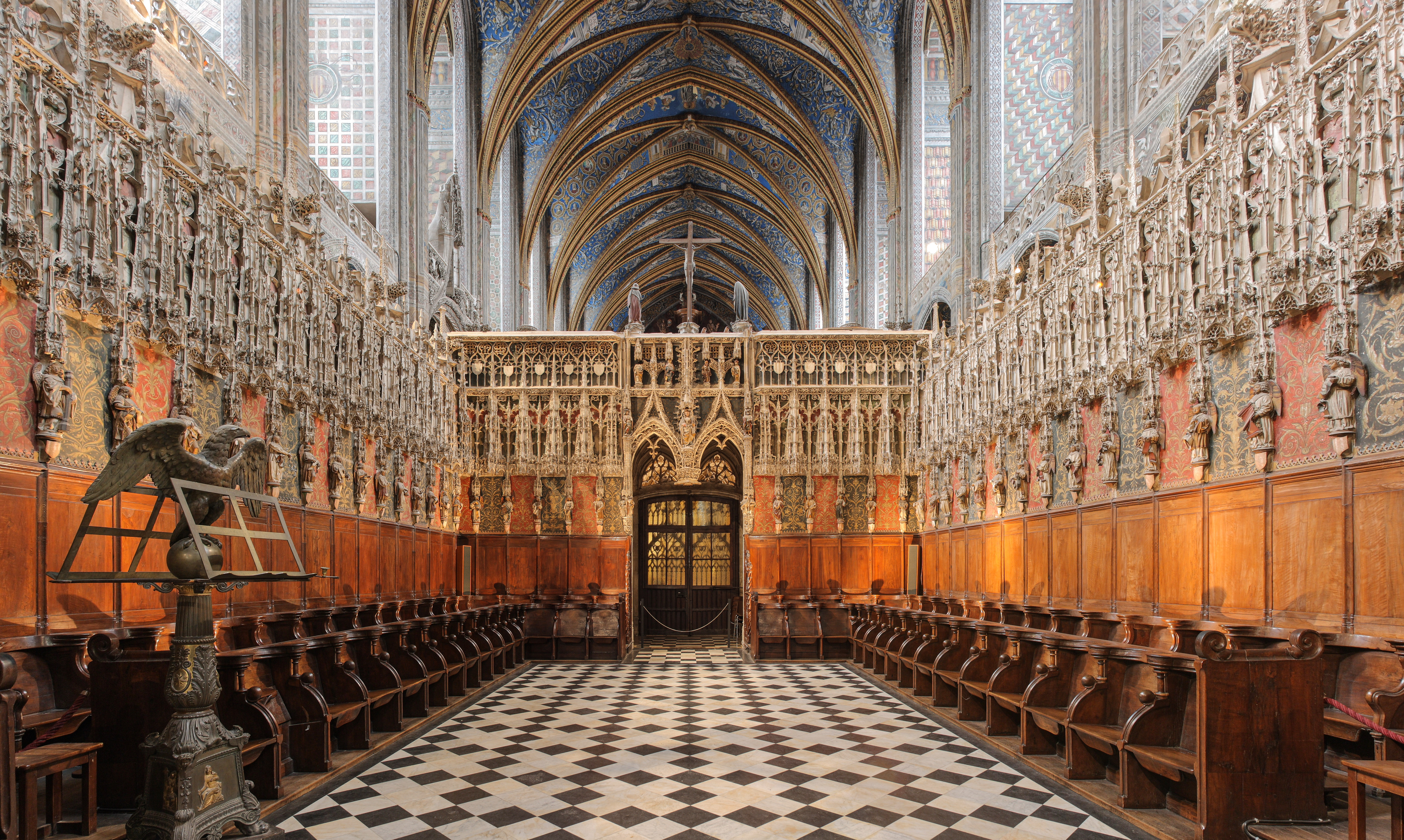
Хор и лекторий
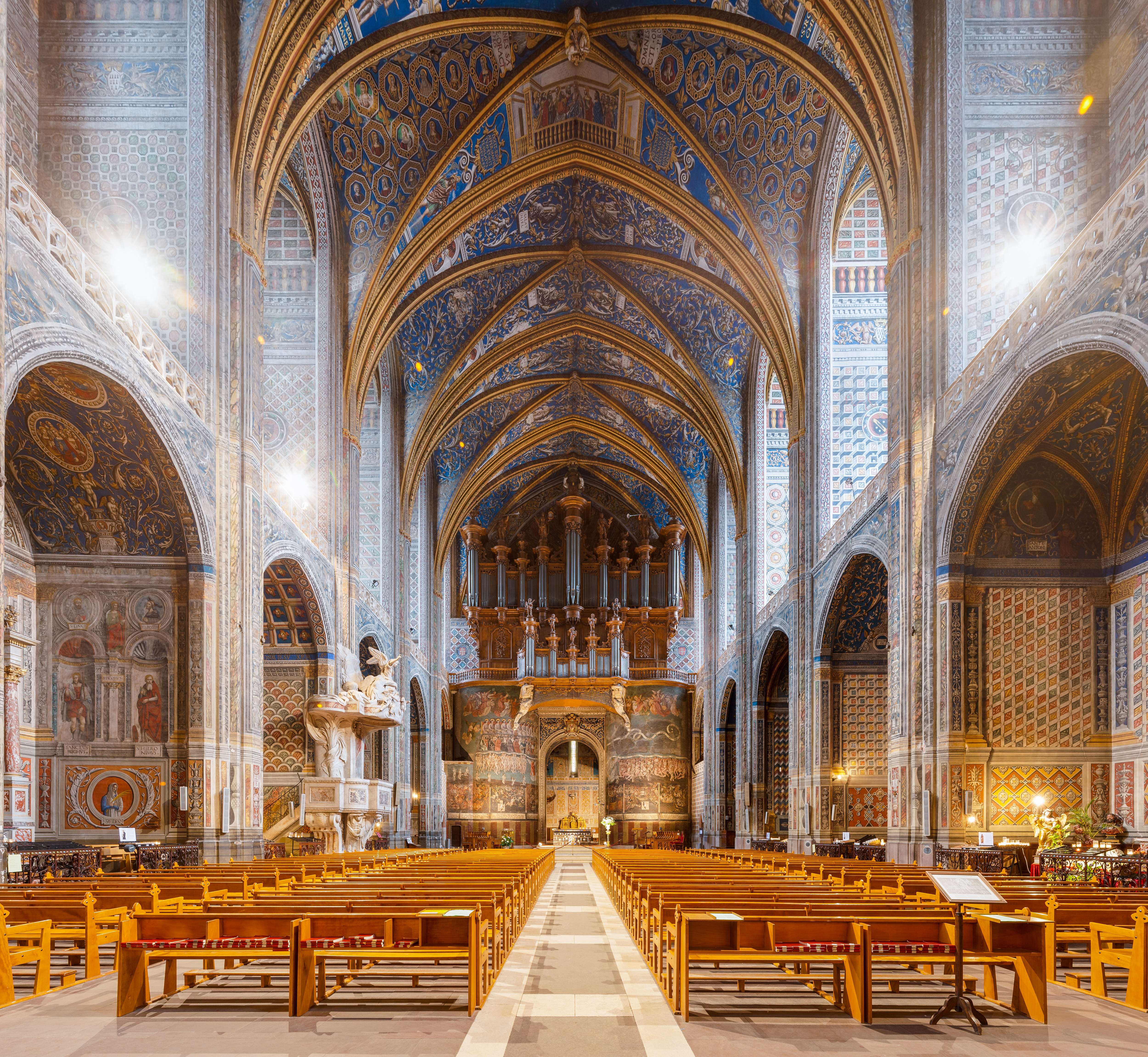
Неф и орган
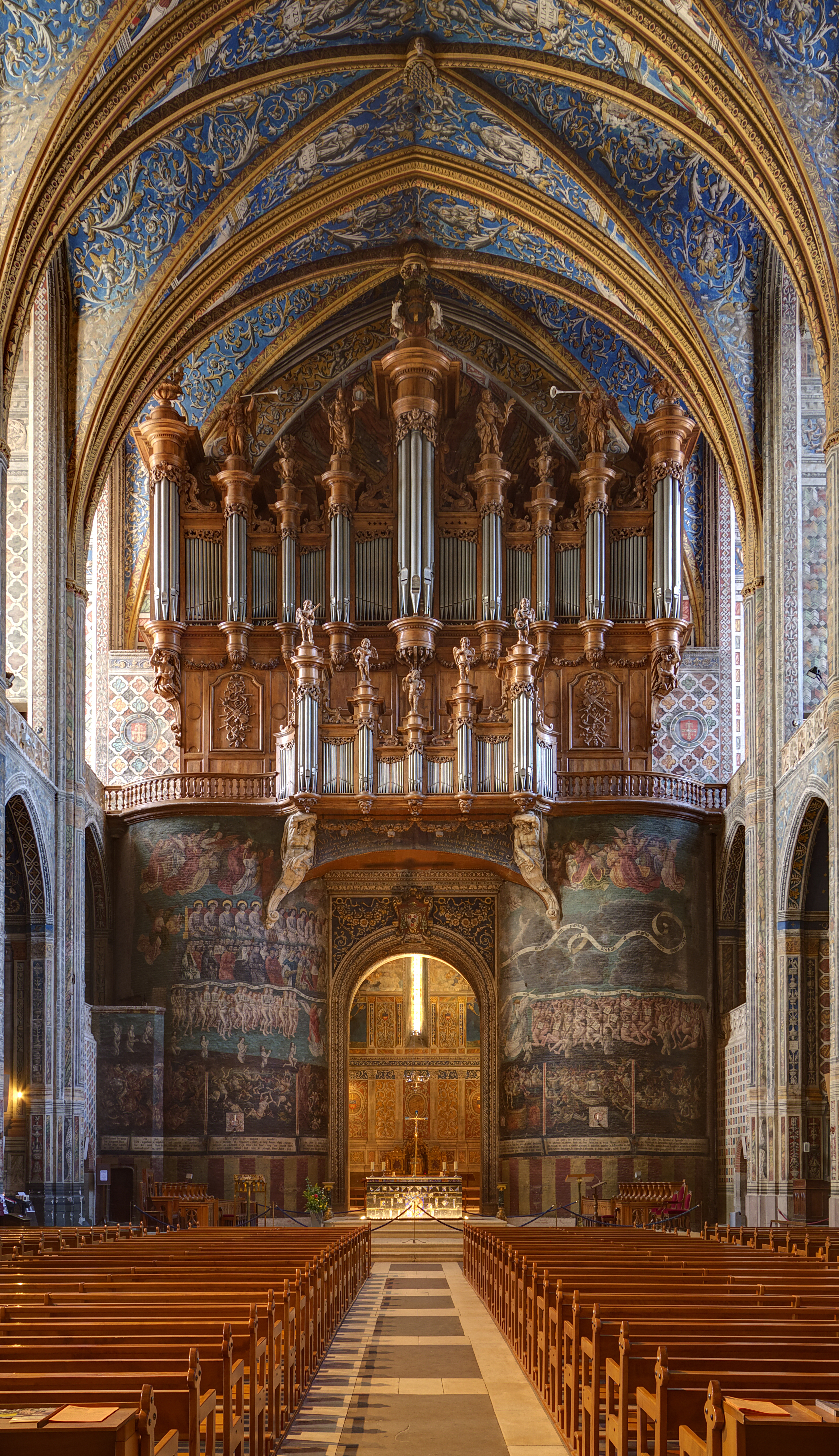
Неф и орган
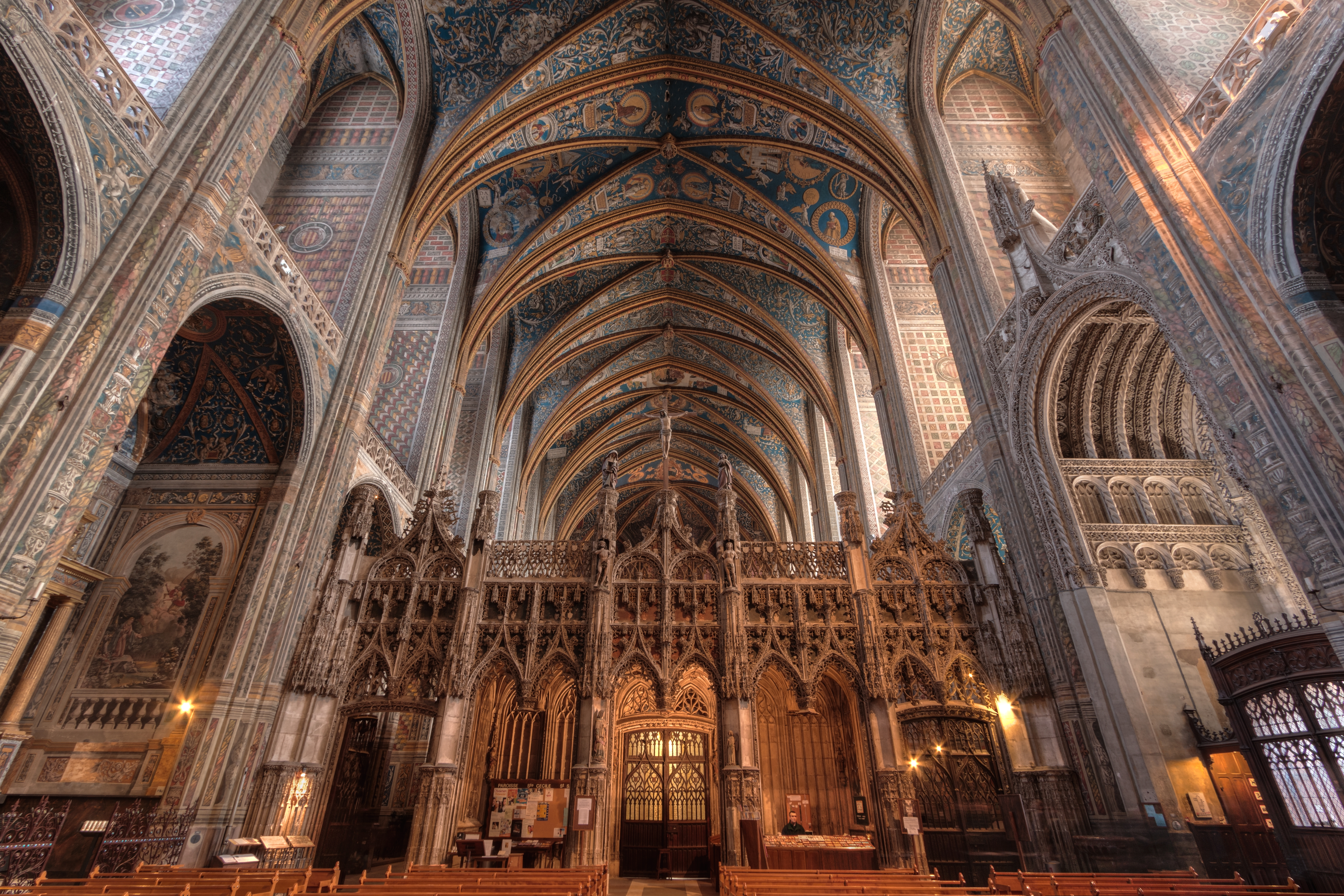
Неф